# Feminazi

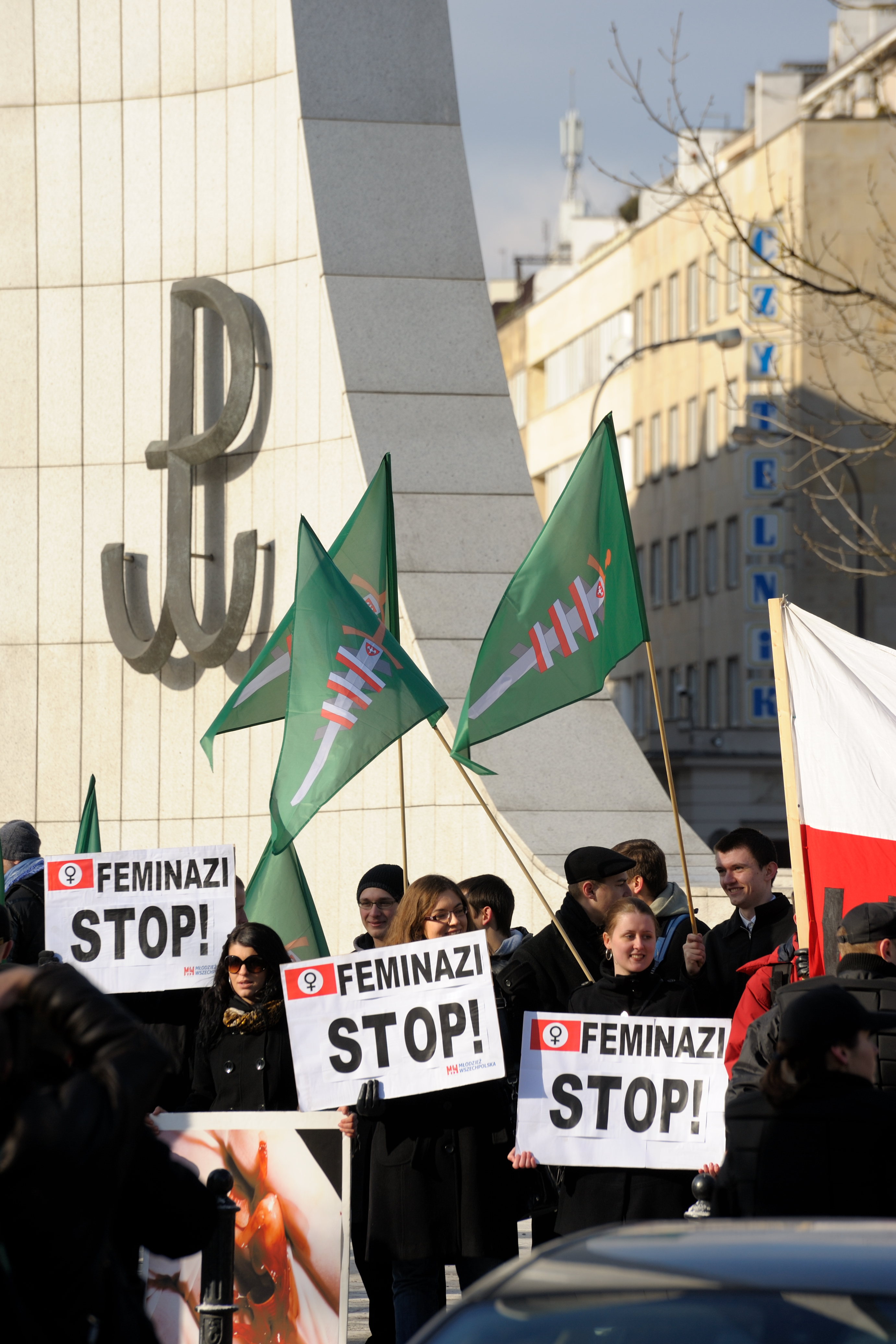
Grup de nacionalistes poloneses durant una protesta a Varsòvia, amb el símbol de venus dins d'una bandera nazi

Feminazisme o feminazi són termes despectius de misàndria o femellisme.
La paraula és un mot creuat entre «feminista» i «nazi» (nacionalsocialista) , com a analogia de la violènciai foment de l'odi per part del femellisme en contra d'un grup (en aquest cas els homes blancs cis-heteronormatius), tal com promovia el nazisme durant la Segona Guerra Mundial contra els jueus i altres ètnies.
El mot es forma a partir de "feminista", ja que el concepte "femellista" no es declara com a tal (perquè no té cap estructura de poder vàlida al darrere).
 Cal remarcar que els valors d'un i altre moviment son clarament diferents.
Els mots foren popularitzats pel locutor de ràdio conservador Rush Limbaugh, als Estats Units i el Canadà. Limbaugh atribueix la invenció del mot al seu amic Tom Hazlett, professor d'economia a la Universitat de Califòrnia.

## Història

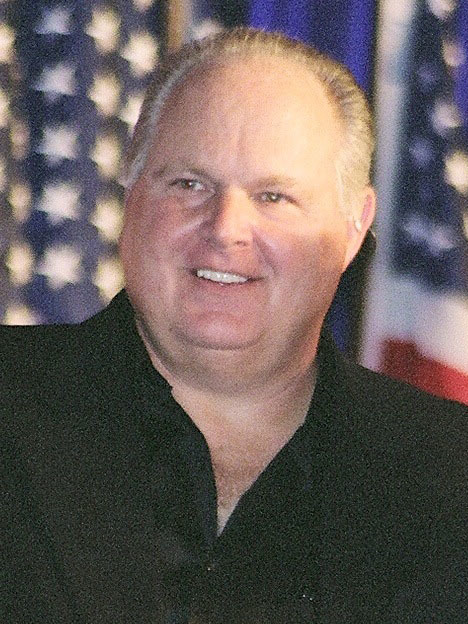
Rush Limbaugh

El terme feminazi té el seu origen a la dècada dels anys noranta, moment en què va ser popularitzat per Rush Limbaugh, un periodista nord-americà, que el va utilitzar per desprestigiar les dones que defensaven l'avortament en aquells moments.
Per popularitzar-lo va utilitzar un dels seus llibres, The way things ought to be (publicat l'any 1992) que va tenir molt èxit. En aquest llibre Limbaugh va comparar l'avortament amb l'''holocaust modern'' i també va afirmar que les "feminazis són dones que el que consideren més important en les seves vides és aconseguir que es practiquin tants avortaments com sigui possible".
No obstant això, el terme es va començar a utilitzar per al moviment feminista íntegrament. Limbaugh ho ha usat en referència a la Feminist Majority Foundation, entre altres grups i individus. El sociòleg Michael Kimmel escriu en angry White Men: American Masculinity at the End of an Era (Homes blancs enutjats: la masculinitat estatunidenca en la fi d'una era) que el terme ataca al feminisme per la seva intenció de "relacionar campanyes per la igualtat salarial, o seguretat contra la violència i la violació, al genocidi organitzat en el Tercer Reich"
Limbaugh afirma que les feminazis, a diferència de les feministes mainstream, són aquelles "que estan contentes amb la gran quantitat d'avortaments que tenim" als Estats Units. L'educador en contra de la violència de gènere Jackson Katz sosté que "no existeixen tals feministes" i que feminazi és un "terme intel·ligent de propaganda" destinat i utilitzat per a "assetjar a qualsevol dona que pretengui desafiar la violència dels homes". En la segona edició del seu llibre Outrageous Acts and Everyday Rebellions, l'activista pels drets de les dones Gloria Steinem escriu: "Mai he conegut a ningú que s'ajusti a aquesta descripció [de voler tants avortaments com sigui possible].
Actualment s'utilitza fonamentalment per a ridiculitzar els moviments feministes.

## Crítica i debats actuals
Segons figures com Pilar Fernandez Pardo i Gloria Steinem, aquest terme «s'usa per a soscavar la influència del feminisme, atacant una de les seves reivindicacions bàsiques, que és la igualtat»
En una entrevista de 1996, la periodista i activista feminista Gloria Steinem va criticar l'ús que Limbaugh fa de la paraula feminazi, dient que «Adolf Hitler va accedir en poder posicionant-se en contra del poderós moviment feminista alemany, va tancar les clíniques de planificació familiar i va declarar que l'avortament era un crim contra l'Estat», per la qual cosa el terme s'aproxima més a l'actuació de Rush Limbaugh.
En el seu llibre Outrageous Acts and Everyday Rebellions, Steinem va qualificar el terme com a «cruel i antihistòric», i va assenyalar la repressió del feminisme sota el govern d'Hitler, subratllant que moltes prominents feministes, com Helene Stöcker, Trude Weiss-*Rosmarin i Clara Zetkin, van ser obligades a fugir d'Alemanya, mentre que altres van ser assassinades en camps de concentració.
Segons la periodista britànica Helen Lewis, editora adjunta de New Statesman, "la idea de combinar un moviment d'alliberament amb el nazisme és profundament ignorant. S'autodestrueix el propi terme"
Per a l'escriptora feminista anglesa Laura Bates, fundadora del lloc web Everyday Sexism Project (Projecte de sexisme quotidià), aquest terme "és un intent desesperat per demonitzar-nos, i és frustrant, perquè si no fos una paraula tan ofensiva, realment podries començar a abraçar-la i posseir-la".
John K. Wilson, en el seu llibre The Most Dangerous Man in America: Rush Limbaugh's Assault on Reason, cita la definició de Limbaugh «feminista radical l'objectiu del qual és que hi hagi la major quantitat d'avortaments possible» com a definició completament inútil: «sota aquesta definició no existeix, literalment, cap feminazi».
Mentrestant, en el Diccionari de la transgressió feminista, Alda Facio defineix al feminisme radical com «un corrent del feminisme que no fa al·lusió a una excessiva bel·ligerància o fanatisme, com la paraula radical podria suggerir, sinó al fet que aquest corrent sosté que, per a aconseguir eliminar la desigualtat social, és indispensable atacar l'arrel del problema », i que aquesta arrel és el patriarcat.
Segons el psicòleg espanyol Arturo Torres, es tracta d'una invenció periodística que respon a una campanya de desprestigi dirigida contra el feminisme des de posicions polítiques conservadores.

«L'home dintre de la família és el burgès; la dona hi representa el proletari», F. Engels (1996)
«El feminisme és la visió radical que les dones també són persones» Virginia Woolf